# 伊莎貝爾·歐提西耶
伊莎貝爾·歐提西耶（法語：Isabelle Marie Clotilde Autissier，1956年10月18日—）出生於法國首都巴黎的十二區，是一位女性航海家，也是第一位獨自以環境保護主義為標準，完成航行環遊世界的第一位女性。

## 生平
她在六歲的時候，第一次踏上布列塔尼半島，從此嚮往航海的生活。1978年從雷恩國立高等農學院畢業，取得捕魚專業的農業工程師資格，1980年開始在拉罗谢尔從事甲殼動物的生態研究工作，, 之後也參與法國海洋開發研究院在比斯開灣研究工作，1984年到1990年期間，她在比斯開灣的海事專科學校任教，也在當地建造她的第一艘船。
1990年停止了教職生活，全心投入航海事業的開始。1991年第一次投入Velux 5 Oceans Race單人環球航海賽事，以第七名的成績完賽，也成為全球第一位完成這個比賽的女性。之後全心投入各項航海賽事，不過在1994年比賽時，因為海象惡劣的問題，她的船在澳大利亞南部損毀。
1999年是她航海生活的轉捩點，因為參加Velux 5 Oceans Race的比賽，過程中以25節的速度發生翻船，由義大利航海選手喬瓦尼·索爾迪尼救起，這起事故讓伊莎貝爾·奧蒂西耶放棄單人航海賽事的決定。
2000年後她轉入文學創作的發展，創作幾篇文學故事，2006年也有歌劇創作。2009年當選世界自然基金會WWF法國分會主席、以及國際人權聯盟會長。之後致力於慈善事業，以及環境生態保育的投入。
2024年曾經參選法蘭西學院院士，不過後來自行退出競選。

## 受獎
- 2011年 FISF（法國國際體育聯合會）體育榮耀頭銜[5]
- 2020年  法國榮譽軍團勳章指揮官
- 2022年  藝術與文學勳章指揮官[6]
- 法國國家功績勳章指揮官[7]

## 文學作品
- 2006年 《Kerguelen, le voyageur au pays de l'ombre》[8]
- 2009年 《Seule la mer s'en souviendra》
- 2013年 《L’Amant de Patagonie》
- 2015年 《Soudain, seuls,》